# Gorch-Fock-Haus

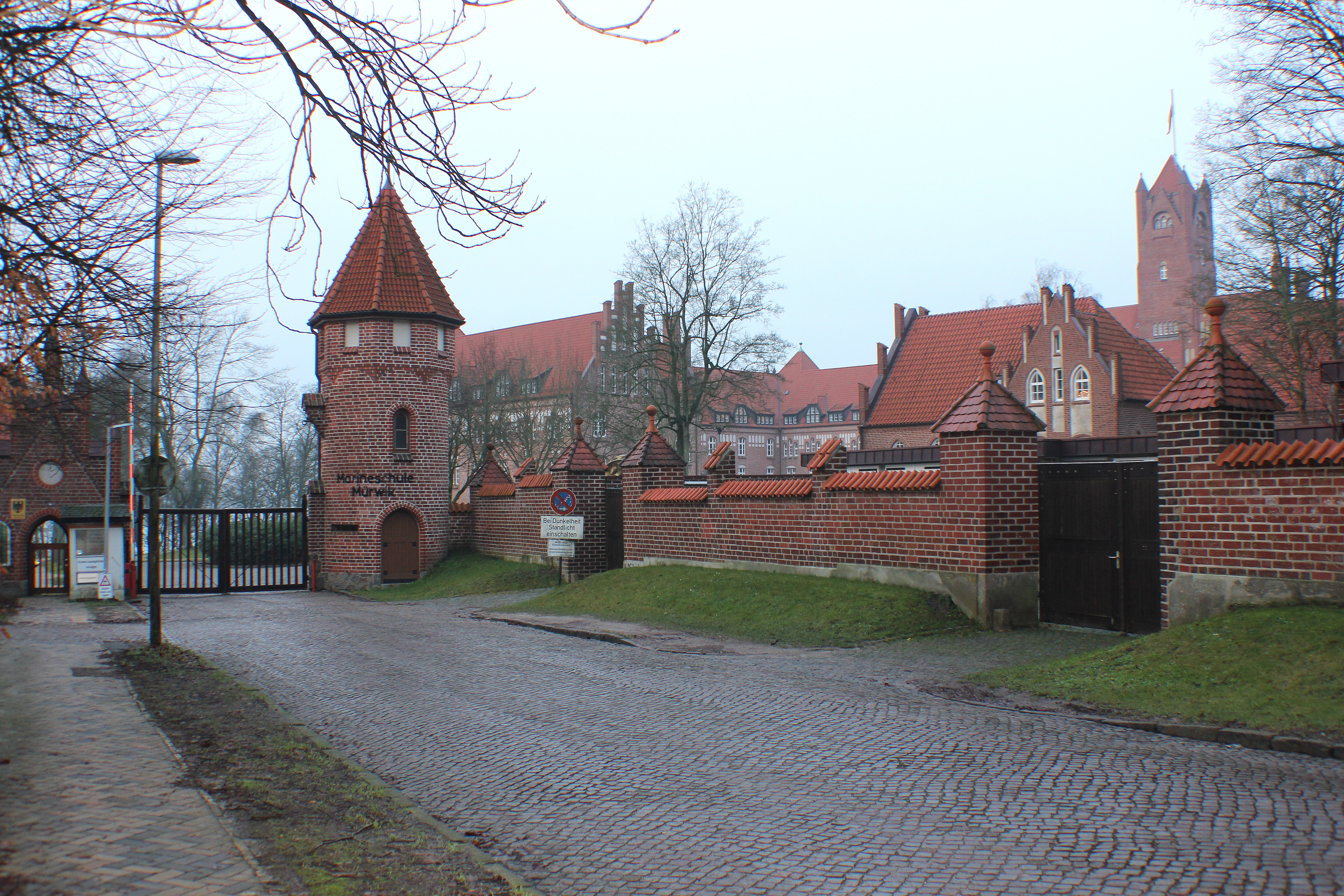
Das kleine Gorch-Fock-Haus steht direkt hinter der Burgmauer bei der Torwache (Foto 2013)

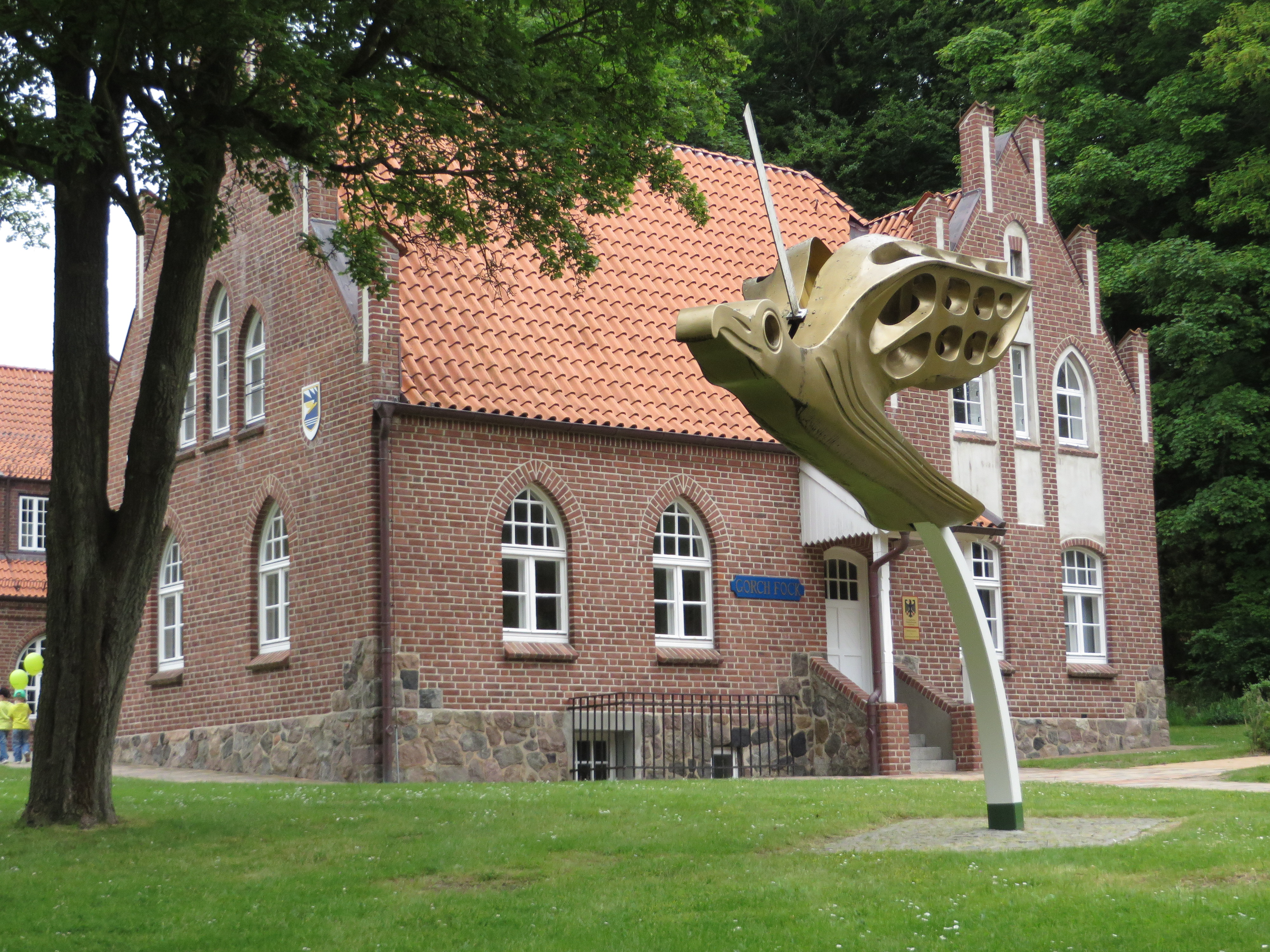
Die Galionsfigur der Gorch Fock vor dem Gorch-Fock-Haus (2015)

Das Gorch-Fock-Haus (früher: Tillesenhaus) ist ein kleines Gebäude, das im Jahr 1908 nahe der Torwache der Marineschule Mürwik errichtet worden ist.
Wie bei den umliegenden Bauwerken war auch hier der Architekt Adalbert Kelm für die Bauzeichnungen verantwortlich. Die westliche wie auch südliche Seite wurden durch ähnlich gestaltete Pfeilergiebel betont. Das Satteldach zeigt sich teilweise abgewalmt auf Grund der L-förmigen Gestalt des Gebäudes. Der Haupteingang befindet sich auf der Südseite und wurde durch zwei Säulen mit einem Vordach realisiert, zu dem eine kleine Freitreppe führt. Stilistisch entspricht es dem Bau der Schule, ist aber weniger facettenreich gestaltet als die größere Kommandeursvilla. Im Gebäude befand sich zunächst die Funkstation der Schule (vgl. Funk- und Telegraphenhaus (Flensburg-Mürwik)). In den 1920er Jahren war Werner Tillessen Kommandeur der Schule. Das Gebäude erhielt in dieser Zeit oder danach den Namen Tillesenhaus. 1933 wurde es zu einer kleinen Villa umgebaut. In den 1950er Jahren soll dort ein Herr Ihlenburg gewohnt haben, wonach es in Folge auch Haus Ihlenburg genannt wurde.
Heutzutage dient das Haus dem Evangelischen Militärpfarramt beziehungsweise dem evangelischen Militärdekan sowie dem Bundessprachenamt S12, dem Sprachendienst bei der Marineschule, als Büro. Dem evangelischen Militärdekan steht des Weiteren noch die kleine Kapelle der Marineschule zur Verfügung. Zudem ist er in der Gemeindearbeit der Christuskirche involviert. Der evangelische wie auch der katholische Militärpfarrer der Schule sind in den Ethikunterricht der Schule eingebunden.
Das Haus trägt heute den Namen Gorch-Fock-Haus. Vor dem Haus steht eine Reproduktion der Galionsfigur des Marine-Schulschiffes Gorch Fock. Diese wurde der Schule am 31. Mai 1989 von der Marine-Offiziers-Vereinigung geschenkt. An das Schulschiff Gorch Fock, das der Marineschule Mürwik untersteht, erinnert zudem heute auch noch eine Schiffsglocke im Eingangsbereich des Schulhauptgebäudes sowie nördlich des Schulhauptgebäudes der Gorch-Fock-Übungsmast. Das Gorch-Fock-Haus ist heute eines der Kulturdenkmale Mürwiks.